# Jean-Guy Hamelin
Jean-Guy Hamelin (ur. 8 października 1925 w Saint-Sévérin-de-Proulxville, zm. 1 marca 2018) – kanadyjski duchowny katolicki, biskup diecezjalny Rouyn-Noranda w latach 1973–2001.

## Życiorys
Święcenia kapłańskie otrzymał 11 czerwca 1949.
29 listopada 1973 papież Paweł VI mianował go biskupem diecezjalnym Rouyn-Noranda. 9 lutego 1974 z rąk kardynała Maurice'a Roya przyjął sakrę biskupią. 30 listopada 2001, ze względu na wiek, złożył rezygnację z zajmowanej funkcji na ręce papieża Jana Pawła II.
Zmarł 1 marca 2018.